# Guitar Slim
Eddie „Guitar Slim“ Jones (* 10. Dezember 1926 in Greenwood, Mississippi; † 7. Februar 1959 in New York City, New York) war ein US-amerikanischer Blues-Gitarrist. Seinen bekanntesten Hit The Things That I Used to Do zählt die Rock and Roll Hall of Fame zu den 500 Songs, die den Rock ’n’ Roll prägten.

## Leben
Nach seinem Militärdienst im Zweiten Weltkrieg begann Jones, in Clubs in der Gegend um New Orleans zu spielen. Seine Vorbilder waren T-Bone Walker und Clarence „Gatemouth“ Brown.
Seine extravaganten Shows machten ihn bald bekannt: Er trug grellbunte Anzüge und färbte sein Haar passend; mit der Gitarre lief er im Publikum herum, begleitet von einem Assistenten, der das über 100 Meter lange Verstärkerkabel mitziehen musste; bisweilen stieg er auch auf die Schultern dieses Assistenten oder spielte draußen vor dem Club, wo er den Verkehr zum Stehen brachte. Er experimentierte mit verzerrter Gitarre, ein Sound, der ein Jahrzehnt später von Rockstars wie Jimi Hendrix wieder aufgenommen wurde.
Um 1950 legte er sich den Künstlernamen „Guitar Slim“ zu. 1951 machte er seine ersten Aufnahmen. Einen ersten Hit hatte er 1952 mit Feelin’ Sad, das auch von Ray Charles aufgenommen wurde. 1954 erschien The Things That I Used to Do auf Specialty Records, bis heute ein Blues-Standard. Weitere Hits waren u. a. It Hurts To Love Someone und Down Through The Years. Seine Band auf Tour und im Studio wurde vom Bassisten Lloyd Lambert geleitet.
Jones war ein heftiger Trinker und notorischer Frauenheld. Der übermäßige Alkoholkonsum machte ihm zu schaffen. 1959 zog er sich eine Lungenentzündung zu, an der er in Verbindung mit Alkohol am 7. Februar 1959 erst 32-jährig während einer Tournee starb. Er wurde in Thibodaux, Louisiana, wo er zuletzt gelebt hatte, mit seiner Gitarre bestattet. Einer seiner Söhne trat das musikalische Erbe seines Vaters an und trat als Guitar Slim, Jr. auf.
2007 wurde Jones in die Blues Hall of Fame aufgenommen.